# Forstin Coenraad
Forstin Coenraad (Curaçao, 31 januari 1980) is een Nederlands honkballer.
Coenraad, een rechtshandige pitcher, begon zijn honkbalcarrière in Curaçao waar hij met de Wild Cats in de Doble A competitie speelde. Hierna ging hij als prof spelen in de Venezolaanse en Dominicaanse Summer Leagues in de jaren 1998 tot 2001 voor de New York Yankees. In Nederland begon hij bij PSV in Eindhoven die toendertijd in de hoofdklasse speelde. Toen de vereniging in 2003 zich moest terugtrekken uit de hoofdklasse om financiële redenen ging hij naar Corendon Kinheim (DPA Kinheim) uit Haarlem waar hij het seizoen 2004 en 2005 speelde. Met Kinheim gooide hij op 13 mei 2004 een No hitter tegen Sparta Rotterdam. Hierna speelde hij van 2006 tot 2007 voor Instant Holland Almere '90 en kwam hij in 2008 en 2009 uit voor HCAW uit Bussum. Coenraad kwam tevens uit voor het Nederlandse team in 2005 waarmee hij deelnam aan het Europees Kampioenschap in Tsjechië en twee wedstrijden als werper speelde. Zijn debuut in het Nederlands team maakte hij op 12 juli 2005 in de wedstrijd tegen Duitsland. Coenraad gooit rechtshandig en werd in 2006 ook meegenomen in de voorselectie voor de World Baseball Classics Toernooi. In 2010 had hij nog halve seizoen voor Almere Magpies gespeeld en maakte hierna een einde aan zijn loopbaan in de hoofdklasse. Hierna ging hij nog in 2011 tot 2019 op een lager niveau spelen voor Alcmaria Victrix in Alkmaar en Double Stars in Heiloo.
Coenraad is in 2017 een nieuwe uitdaging begonnen als fastpitch softbal speler bij Hoofddorp Pioneers. Eind 2019 is hij opgeroepen voor de voorselectie van de Nederlendse softbal team. Hij is zich nu aan het voorbereiden voor de Europees Kampioenschap in Tsjechië Juni 2020.